# Robert Cusack
Pour les articles homonymes, voir Cusack.
Robert Cusack, né le 10 décembre 1950 à Maryborough, est un ancien nageur australien des années 1960 et 1970 spécialisé en papillon et nage libre. Il a notamment remporté une médaille de bronze aux Jeux olympiques d'été de 1968 à Mexico dans le relais 4 × 100 m nage libre avec Greg Rogers, Bob Windle et Michael Wenden.